# Jason Richardson (basket-ball)
Pour les articles homonymes, voir Jason Richardson et Richardson.
Jason Anthoney « J-Rich » Richardson, né le 20 janvier 1981 à Saginaw dans le Michigan, est un joueur américain de basket-ball ayant évolué au poste d'arrière.

## Biographie

### Carrière universitaire
Jason Richardson fait sa carrière universitaire dans l'équipe des Spartans de l'université de l'État du Michigan, avec laquelle il remporte le championnat NCAA 2000 en compagnie d'autres joueurs devenus professionnels : Mateen Cleaves, Charlie Bell et Morris Peterson.

### Carrière professionnelle

#### Warriors de Golden State (2001-2007)
Jason Richardson est sélectionné par les Warriors de Golden State au premier tour de la draft 2001 en cinquième position. Il est avec Michael Jordan, Nate Robinson et Zach LaVine le seul joueur à avoir remporté deux années d'affilée le Slam Dunk Contest (Dominique Wilkins et Harold Miner l'ont aussi remporté deux fois, mais pas consécutivement). Lors du concours 2003, il réussit un dunk à une main, entre les jambes et renversé.
En décembre 2006, il se fracture la main droite à la suite d'un contact avec son coéquipier Mickaël Piétrus.

#### Bobcats de Charlotte (2007-Déc.2008)
Le 28 juin 2007, il est transféré aux Bobcats de Charlotte en échange notamment de Brandan Wright qui venait d'être drafté par cette franchise.

#### Suns de Phoenix (Déc.2008-Déc.2010)
Le 10 décembre 2008, il est transféré aux Suns de Phoenix avec Jared Dudley en échange du français Boris Diaw, de Raja Bell et de Sean Singletary ; il apprend son transfert par Steve Kerr alors qu'il était en train de faire une sieste. Lors de son premier match avec les Suns, il marque 21 points et contribue à la victoire des siens 113 à 112 contre le Magic d'Orlando.
En août 2009, il reçoit une suspension de deux matchs pour avoir conduit en état d'ébriété et manque ainsi le début de la saison 2009-2010.

#### Magic d'Orlando (Déc.2010-2012)
Le 18 décembre 2010, J-Rich rejoint le Magic d'Orlando en compagnie de Hedo Türkoğlu et Earl Clark contre Vince Carter, Marcin Gortat, Mickaël Piétrus, le premier tour de draft d'Orlando de 2011 et 3M €.
En décembre 2011, il prolonge son contrat au Magic, moyennant un contrat de 25 millions sur quatre ans.
Le 11 février 2012, lors d'une rencontre chez les Bucks de Milwaukee, il marque huit paniers à trois points lors de la deuxième mi-temps.

#### Sixers de Philadelphie (2012-2015)
Le 3 novembre 2012, après deux minutes de jeu, il se fait une entorse à le cheville gauche en retombant près d'un cameraman. Le 18 janvier 2013, il se blesse gravement au genou. En février, il est contraint de mettre un terme à saison, devant subir une opération du genou.
Durant l'été 2013, à la fin du mois d'août, Richardson ne se remet pas facilement de cette opération délicate au genou. Il envisage alors un retour en février 2014. En février, il vise un retour à la mi-mars. En attendant son retour, il se met dans un rôle de joueur-entraîneur où il apporte son expérience aux jeunes joueurs de Philadelphie.
Après une saison 2013-2014 marquée par une blessure au genou qui l'a écarté des parquets, puis une saison 2014-2015 où il n'a joué que 19 matches en raison de problèmes physiques, il signe en août 2015 un contrat avec les Hawks d'Atlanta. Un mois plus tard, le 23 septembre 2015, il prend sa retraite en déclarant que continuer à jouer au sport à haut niveau pourrait avoir un mauvais impact sur sa santé.
Il aura donc inscrit 14 644 points en carrière en NBA.

### Vie privée
Son fils Jase Richardson est aussi joueur professionnel de basket-ball.

## Statistiques
gras = ses meilleures performances

### Saison régulière
| Saison    | Équipe       | Matchs | Titul. | Min./m | % Tir | % 3pts | % LF | Rbds/m. | Pass/m. | Int/m. | Ctr/m. | Pts/m. |
| --------- | ------------ | ------ | ------ | ------ | ----- | ------ | ---- | ------- | ------- | ------ | ------ | ------ |
| 2001-2002 | Golden State | 80     | 74     | 32,9   | 42,6  | 33,3   | 67,1 | 4,25    | 2,95    | 1,32   | 0,39   | 14,39  |
| 2002-2003 | Golden State | 82     | 82     | 32,9   | 41,0  | 36,8   | 76,4 | 4,61    | 3,01    | 1,10   | 0,28   | 15,63  |
| 2003-2004 | Golden State | 78     | 78     | 37,6   | 43,8  | 28,2   | 68,4 | 6,72    | 2,90    | 1,10   | 0,53   | 18,73  |
| 2004-2005 | Golden State | 72     | 72     | 37,8   | 44,6  | 33,8   | 69,3 | 5,89    | 3,90    | 1,46   | 0,44   | 21,65  |
| 2005-2006 | Golden State | 75     | 75     | 38,4   | 44,6  | 38,4   | 67,3 | 5,84    | 3,09    | 1,29   | 0,49   | 23,21  |
| 2006-2007 | Golden State | 51     | 49     | 32,8   | 41,7  | 36,5   | 65,7 | 5,08    | 3,37    | 1,06   | 0,63   | 15,96  |
| 2007-2008 | Charlotte    | 82     | 82     | 38,4   | 44,1  | 40,6   | 75,2 | 5,38    | 3,15    | 1,41   | 0,70   | 21,80  |
| 2008-2009 | Charlotte    | 14     | 14     | 35,1   | 44,1  | 45,8   | 74,5 | 4,14    | 2,57    | 1,00   | 0,21   | 18,71  |
| 2008-2009 | Phoenix      | 58     | 57     | 33,1   | 48,8  | 38,3   | 77,8 | 4,50    | 1,90    | 1,07   | 0,43   | 16,38  |
| 2009-2010 | Phoenix      | 79     | 76     | 31,5   | 47,4  | 39,3   | 73,9 | 5,11    | 1,81    | 0,84   | 0,42   | 15,68  |
| 2010-2011 | Phoenix      | 25     | 25     | 31,8   | 47,0  | 41,9   | 76,4 | 4,44    | 1,44    | 1,08   | 0,12   | 19,32  |
| 2010-2011 | Orlando      | 55     | 55     | 34,9   | 43,3  | 38,4   | 70,1 | 4,00    | 2,02    | 1,20   | 0,18   | 13,93  |
| 2011-2012 | Orlando      | 54     | 54     | 29,5   | 40,8  | 36,8   | 59,4 | 3,59    | 1,98    | 0,98   | 0,41   | 11,65  |
| 2012-2013 | Philadelphie | 33     | 33     | 28,4   | 40,2  | 34,1   | 60,6 | 3,85    | 1,55    | 1,21   | 0,45   | 10,52  |
| 2013-2014 | Philadelphie | -      | -      | -      | -     | -      | -    | -       | -       | -      | -      | -      |
| 2014-2015 | Philadelphie | 19     | 15     | 21,9   | 34,8  | 32,3   | 77,3 | 3,47    | 2,00    | 0,68   | 0,16   | 9,05   |
| Carrière  | Carrière     | 857    | 841    | 34,1   | 43,8  | 37,0   | 70,7 | 4,95    | 2,67    | 1,16   | 0,43   | 17,09  |

### Playoffs
| Saison   | Équipe       | Matchs | Titul. | Min./m | % Tir | % 3pts | % LF  | Rbds/m. | Pass/m. | Int/m. | Ctr/m. | Pts/m. |
| -------- | ------------ | ------ | ------ | ------ | ----- | ------ | ----- | ------- | ------- | ------ | ------ | ------ |
| 2007     | Golden State | 11     | 11     | 38,9   | 47,6  | 35,4   | 70,4  | 6,73    | 2,00    | 1,27   | 0,45   | 19,09  |
| 2010     | Phoenix      | 16     | 16     | 33,3   | 50,2  | 47,5   | 75,9  | 5,44    | 1,06    | 1,06   | 0,25   | 19,75  |
| 2011     | Orlando      | 5      | 5      | 30,7   | 33,3  | 32,0   | 100,0 | 4,00    | 1,20    | 0,60   | 0,40   | 10,00  |
| 2012     | Orlando      | 5      | 5      | 29,6   | 39,6  | 37,0   | 41,7  | 3,80    | 1,00    | 1,20   | 0,40   | 11,40  |
| Carrière | Carrière     | 37     | 37     | 34,1   | 46,5  | 40,4   | 72,4  | 5,41    | 1,35    | 1,08   | 0,35   | 17,11  |

## Records sur une rencontre en NBA
Les records personnels de Jason Richardson en NBA sont les suivants, :
| Type de statistique        | Saison régulière | Saison régulière            | Saison régulière | Playoffs | Playoffs                    | Playoffs      |
| Type de statistique        | Record           | Adversaire                  | Date             | Record   | Adversaire                  | Date          |
| -------------------------- | ---------------- | --------------------------- | ---------------- | -------- | --------------------------- | ------------- |
| Points                     | 44               | @ Heat de Miami             | 10 mars 2006     | 42       | @ Trail Blazers de Portland | 22 avril 2010 |
| Paniers marqués            | 18               | @ Kings de Sacramento       | 16 avril 2002    | 13       | @ Trail Blazers de Portland | 22 avril 2010 |
| Paniers tentés             | 32               | Warriors de Golden State    | 5 mars 2008      | 20       | @ Jazz de l'Utah            | 9 mai 2007    |
| Paniers à 3 points réussis | 9                | @ Bucks de Milwaukee        | 11 février 2012  | 8        | @ Trail Blazers de Portland | 22 avril 2010 |
| Paniers à 3 points tentés  | 14               | @ Timberwolves du Minnesota | 2 avril 2006     | 12       | 2 fois                      | 2 fois        |
| Lancers francs réussis     | 12               | @ Pacers de l'Indiana       | 12 avril 2008    | 8        | @ Trail Blazers de Portland | 22 avril 2010 |
| Lancers francs tentés      | 14               | @ Bulls de Chicago          | 28 février 2004  | 10       | @ Trail Blazers de Portland | 22 avril 2010 |
| Rebonds offensifs          | 6                | 3 fois                      | 3 fois           | 5        | @ Jazz de l'Utah            | 7 mai 2007    |
| Rebonds défensifs          | 12               | 2 fois                      | 2 fois           | 8        | 2 fois                      | 2 fois        |
| Rebonds totaux             | 14               | 3 fois                      | 3 fois           | 10       | 3 fois                      | 3 fois        |
| Passes décisives           | 8                | 13 fois                     | 13 fois          | 4        | 3 fois                      | 3 fois        |
| Interceptions              | 8                | @ Nets du New Jersey        | 15 avril 2008    | 4        | Mavericks de Dallas         | 29 avril 2007 |
| Contres                    | 3                | 16 fois                     | 16 fois          | 2        | @ Mavericks de Dallas       | 25 avril 2007 |
| Balles perdues             | 9                | @ Nuggets de Denver         | 12 avril 2002    | 4        | @ Mavericks de Dallas       | 22 avril 2007 |
| Minutes jouées             | 51               | @ Cavaliers de Cleveland    | 11 janvier 2008  | 47       | @ Jazz de l'Utah            | 9 mai 2007    |

- Double-double : 46 (dont 3 en playoffs)
- Triple-double : 0

## Salaires
| Année       | Équipe       | Salaire       |
| ----------- | ------------ | ------------- |
| 2001-2002   | Golden State | 2 425 440 $   |
| 2002-2003   | Golden State | 2 607 360 $   |
| 2003-2004   | Golden State | 2 789 280 $   |
| 2004-2005   | Golden State | 3 534 018 $   |
| 2005-2006   | Golden State | 8 888 888 $   |
| 2006-2007   | Golden State | 9 999 999 $   |
| 2007-2008   | Charlotte    | 11 111 110 $  |
| 2008-2009   | Phoenix      | 12 222 221 $  |
| 2009-2010   | Phoenix      | 13 333 333 $  |
| 2010-2011   | Orlando      | 14 444 444 $  |
| 2011-2012*  | Orlando      | 5 395 000 $   |
| 2012-2013   | Philadelphie | 5 799 625 $   |
| 2013-2014   | Philadelphie | 6 204 250 $   |
| 2014-2015   | Philadelphie | 6 601 125 $   |
| Total Gains | Total Gains  | 105 356 093 $ |

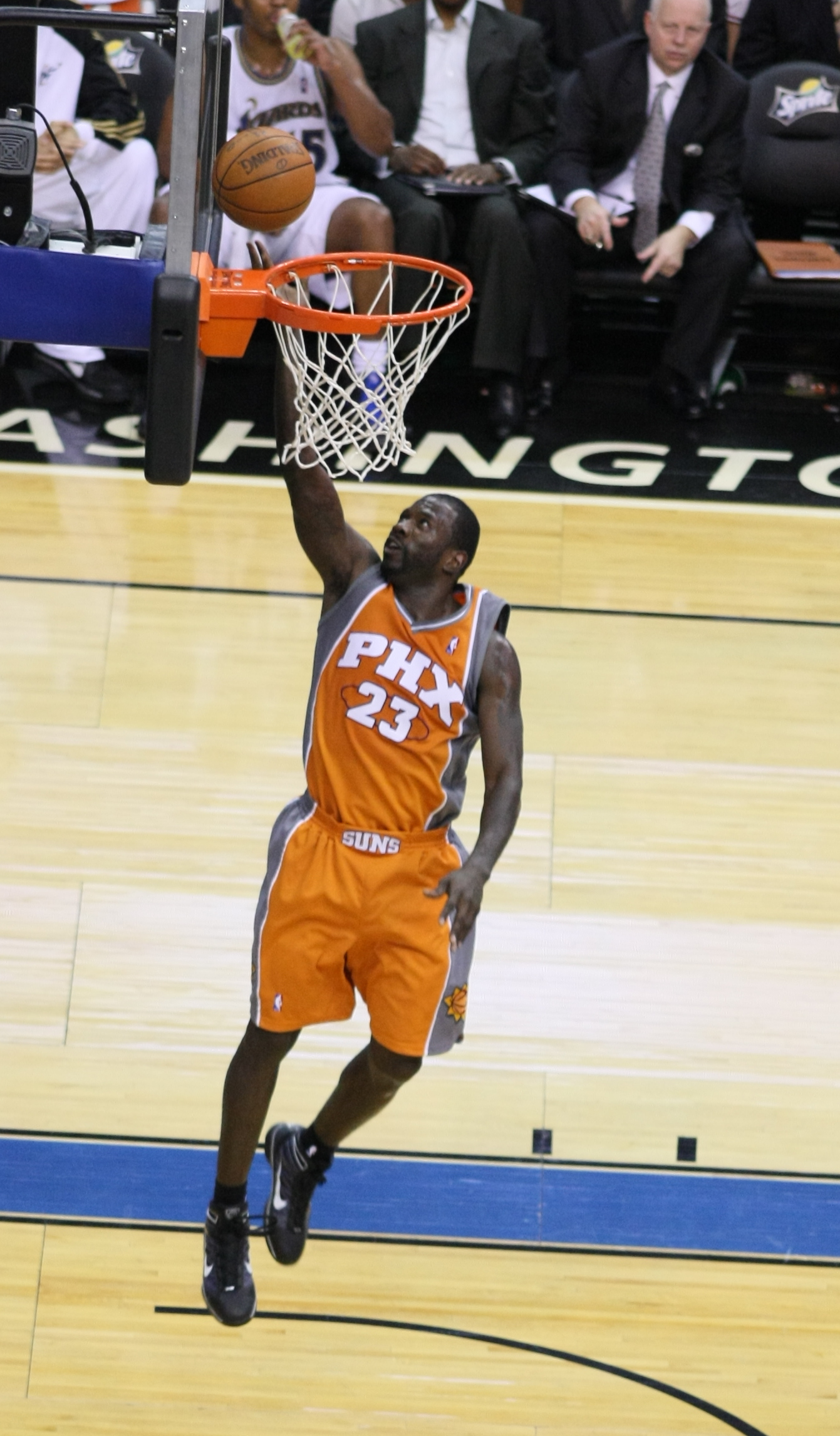
Jason Richardson en novembre 2009.

Note : * En 2011, le salaire moyen d'un joueur évoluant en NBA est de 5 150 000 $.

## Pour approfondir
- Liste des meilleurs marqueurs en NBA en carrière.
- Liste des meilleurs marqueurs à trois points en NBA en carrière.